# Guido Declercq
Guido Victor Alfons baron Declercq (Ardooie, 21 april 1928 - Leuven, 23 april 2017) was een Belgisch econoom, bankier en bestuurder.

## Biografie
Guido Declercq studeerde economie en filosofie aan de Katholieke Universiteit Leuven en de Columbia-universiteit in de Verenigde Staten. Na zijn studies stond hij met Olivier Vanneste aan de wieg van de West-Vlaamse Economische Raad en het West-Vlaamse Economische Studiebureau. Hij was bestuurder en directeur van de Bank van Roeselare en West-Vlaanderen van 1957 tot 1962 en de Bank Brussel Lambert van 1963 tot 1966.
In 1967 verliet hij de bankenwereld en werd hij de eerste algemeen beheerder van de KU Leuven. Hij richtte in deze hoedanigheid mee het Planbureau, Orda-B, de Universitaire Pers Leuven en Leuven Research & Development op, was betrokken bij de oprichting van de Vlaamse Interuniversitaire Raad en was voorzitter van de International Association of Consultants in Higher Education Institutions (IACHEI).
In 1982 keerde Declercq terug naar de financiële wereld, onder meer als voorzitter van Investco en Fidisco, respectievelijk de investerings- en leasingmaatschappij van de Kredietbank.
Verder was hij lid van de Trilaterale Commissie, bestuurder en secretaris van de Stichting Amici Almae Matris, bestuurder van mediabedrijf Concentra en de Stichting De Zeven Eycken en senior advisor van de International Association of University Presidents (IAUP).
Declercq was gehuwd met jeugdschrijfster Jessy Marijn. Ze hadden zes kinderen.